# Василян, Моника
Мо́ника Василя́н (род. 8 октября 1995) — армянская пловчиха, специализирующаяся в плавании вольным стилем. Многократная чемпионка Армении. Несколько лет считалась лидером армянской сборной по плаванию.

## Карьера
Родилась в Ереване в 1995 году. Заниматься плаванием начала в трёхлетнем возрасте. Многократно становилась чемпионкой Армении. Принимала участие на чемпионате мира в 2011 году (в дистанции 100 метров вольным стилем). В 2014 году в Грузии состоялся международный турнир «Кубок Тбилиси», на котором выступили 15 армянских спортсменов, три из них завоевали золотые медали, среди них был и Моника Василян. Также Василян принимала участие в отборочных турах на чемпионате мира 2013 года (100 метров вольным стилем), на чемпионате мира 2015 года (смешанная эстафета 4×100 метров вольным стилем). В 2016 году на чемпионате Европы по водным видам спорта представляла Армению.
Спортсменка должна была принимать участие в Летних Олимпийских играх 2016 в Рио-де-Жанейро, на дистанции в 50 метров вольным стилем. Во время одной из тренировок пловчиха получила травму руки, по этой причине врачи запретили ей выступать на Олимпиаде.
В 2017 году спортсменка заявила о завершении карьеры. Связано это было с травмой, полученной перед олимпийскими играми в 2016 году. Василян поделилась, что скоро оканчивает учёбу в Ереванском государственном университете и хотела бы заняться тренерской работой.